# 梨花幼稚園 (東京都)
梨花幼稚園（りかようちえん）は、東京都稲城市押立にある私立幼稚園である。

## 概要
東京都稲城市押立392番地に設立された幼稚園であり、園長は川崎美寿。
南武線稲城長沼駅から徒歩約13分であり、稲城大橋出入口から車で1分である。

## 沿革
- 1969年（昭和44年） - 開園。
- 2011年（平成23年）1月11日 - 新園舎での保育を開始[2]。

## 教育目標
"Everything Under The Sun" （わけへだてない愛） を掲げ、思い切り遊び、健やかな体と豊かな心を育てることを目指している。同園のマークは、太陽をイメージしたものとなっている。
- 自分をはっきりと意思表示できる子
- 自分がされて嫌なことは人にしない子
- 困っている人や悲しんでいる人に優しくできる子

## その他
- 園名の通り、同園の周りには梨畑が多い（梨は稲城市の特産品である）。
- 給食がある。
- 2階屋上には、木製の遊具を設置したスペースがある。（2002年～）[3]
- 2006年、ウルトラマンメビウスの撮影が行われた。アマガイ・コノミが働いている「みやまほいくえん」という設定[4]。